# Spekulum

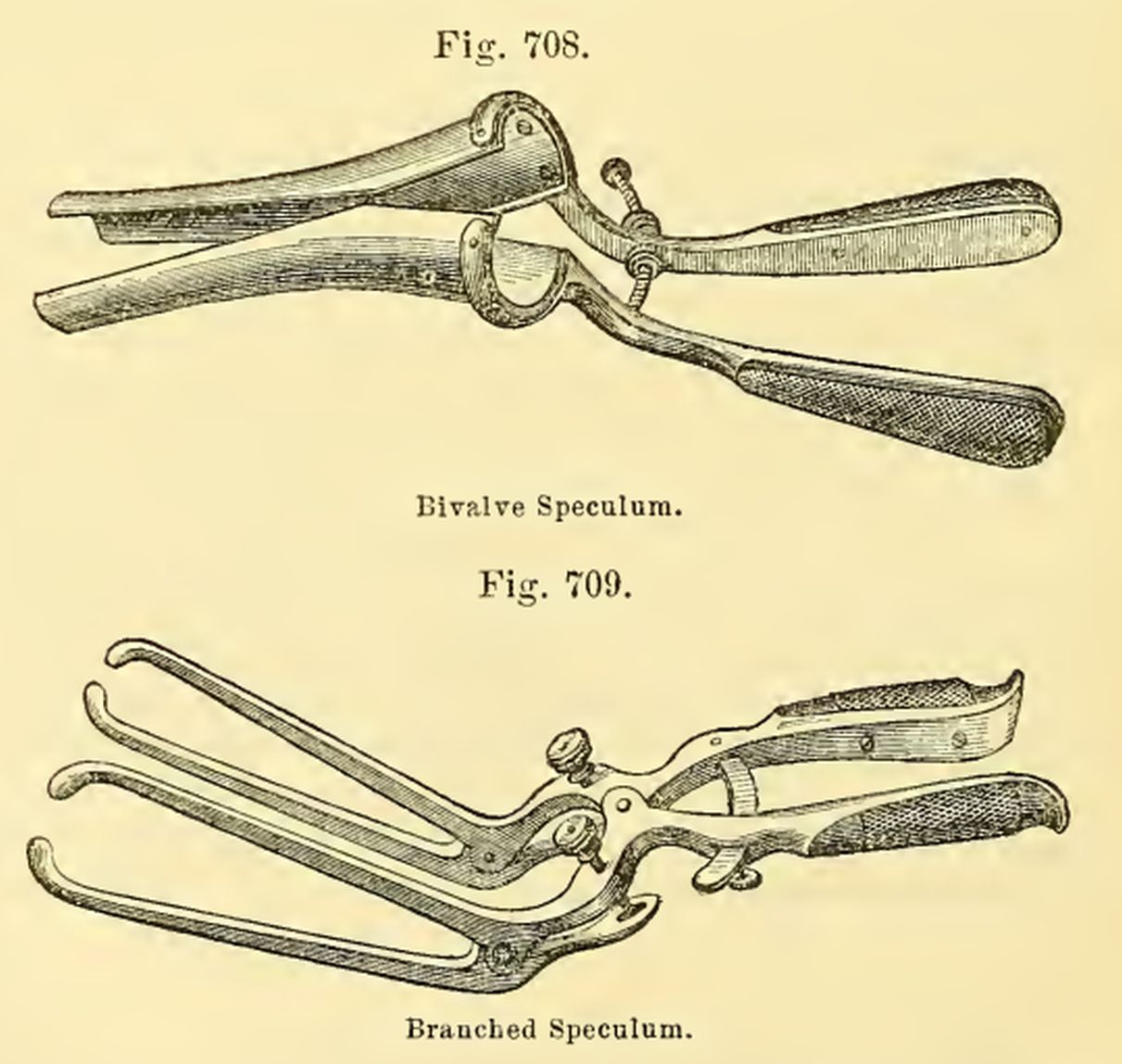
Spekula aus dem 19. Jahrhundert

Ein Spekulum (von lateinisch speculum „Spiegel“; Plural Spekula) ist ein medizinisches Untersuchungsinstrument, vor allem für die Untersuchung der Vagina, des Mastdarms und der Nase. Mitunter der Form nach als Entenschnabel benannt.

## Beschreibung

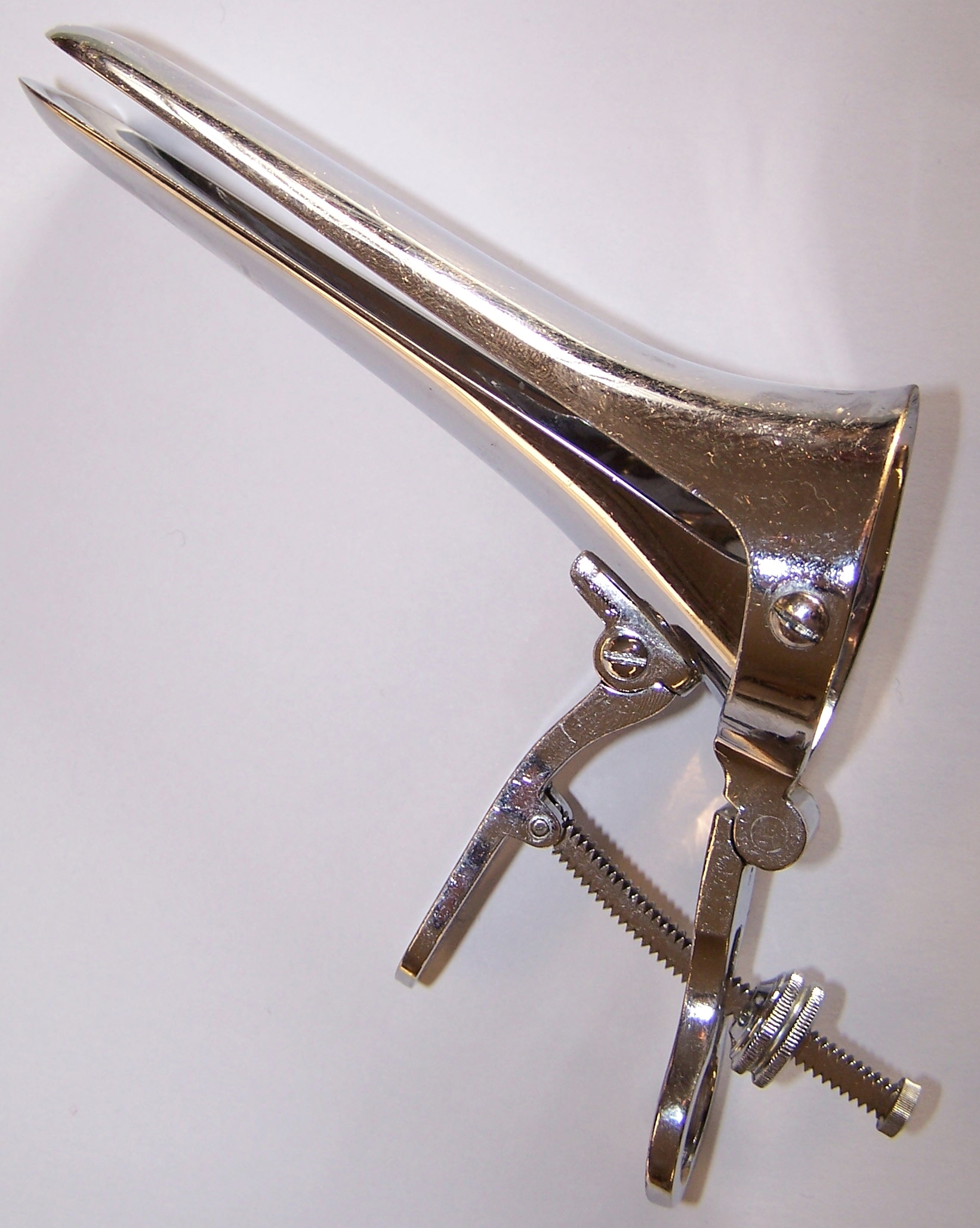
Entenschnabel-Vaginalspekulum

### Gynäkologische Spekula
Spekula werden bei gynäkologischen Untersuchungen in die Vagina eingeführt. Viele Spekula ermöglichen dann eine Spreizung der beiden Blätter, so dass die Vagina entfaltet werden kann. Dadurch werden die Scheidenhaut sowie der Gebärmutterhals sichtbar und zugänglich. Mit Spekula wird es möglich, Abstriche vom Muttermund zu entnehmen oder weitere Instrumente über den Muttermund in die Gebärmutter einzubringen. Nach der Untersuchung werden die Blätter wieder geschlossen und das Spekulum wird entfernt.
Um den individuellen anatomischen Verhältnissen aller Patientinnen gerecht zu werden, gibt es Spekula in verschiedenen Größen. Metallspekula werden meist angewärmt. Bei vielen Untersuchungen können die Spekula mit Gel benetzt werden, um das Einführen zu erleichtern. Da diese Gele bei manchen zytologischen oder mikrobiologischen Untersuchungen das Ergebnis verfälschen können, ist die Verwendung nicht immer möglich. Der Untersucher versucht dann, das Einführen durch Benetzung des Spekulums mit warmem Wasser zu erleichtern.

### Oto-rhinologische Spekula
Andere, sehr viel kleinere Nasalspekula werden in der Hals-Nasen-Ohren-Heilkunde zur Betrachtung der Nasenhöhle und Nasengänge eingesetzt.

### Proktologische Instrumente
In der Proktologie ermöglichen Rektalspekula das Öffnen und Entfalten des Enddarms und des Analkanals.

## Geschichte
Es werden rostfreie, sterilisierbare und mehrfach verwendbare Metallspekula verwendet. Heute sind alternativ auch Spekula aus transparentem Plastik als Einwegartikel erhältlich.
Die Geschichte dieses Instruments reicht weit zurück: Vaginalspekula wurden bei den Römern verwendet und unter anderem in Pompeji gefunden. Nasalspekula wurden dagegen erst am Ende des 19. Jahrhunderts durch Gustav Killian etabliert.
Josephine Butler, die britische Leitfigur im Kampf gegen den britischen Contagious Disease Act im 19. Jahrhundert, bezeichnete die Verwendung des Spekulums bei der Untersuchung von Prostituierten auf Geschlechtskrankheiten als Vergewaltigung. Auf ähnliche Weise verwendet Luce Irigaray in ihrem für die feministische Philosophie zentralen Werk Speculum, Spiegel des anderen Geschlechts (1974) das Spekulum als Symbol für männliche Herrschaft.
Spekula werden heute auch manchmal als Sexspielzeuge verwendet.

## Bauformen

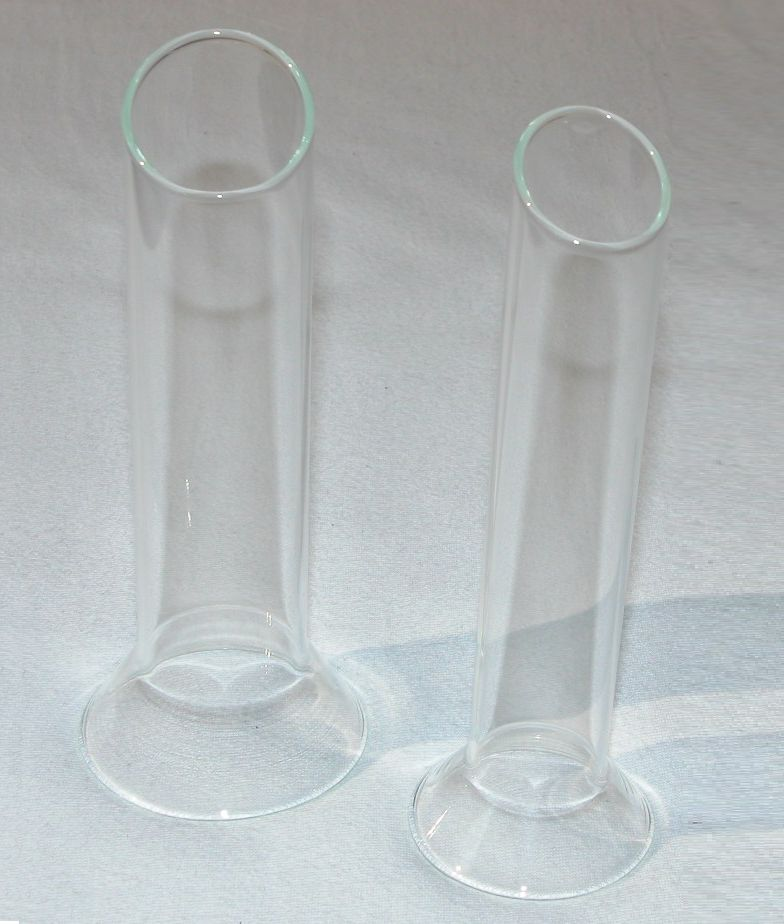
Glasspekula

### Vaginal-Spekula

#### Blätterzahl

##### Ohne Blätter
- Fergusson
- Glasspekulum

##### 1-Blatt

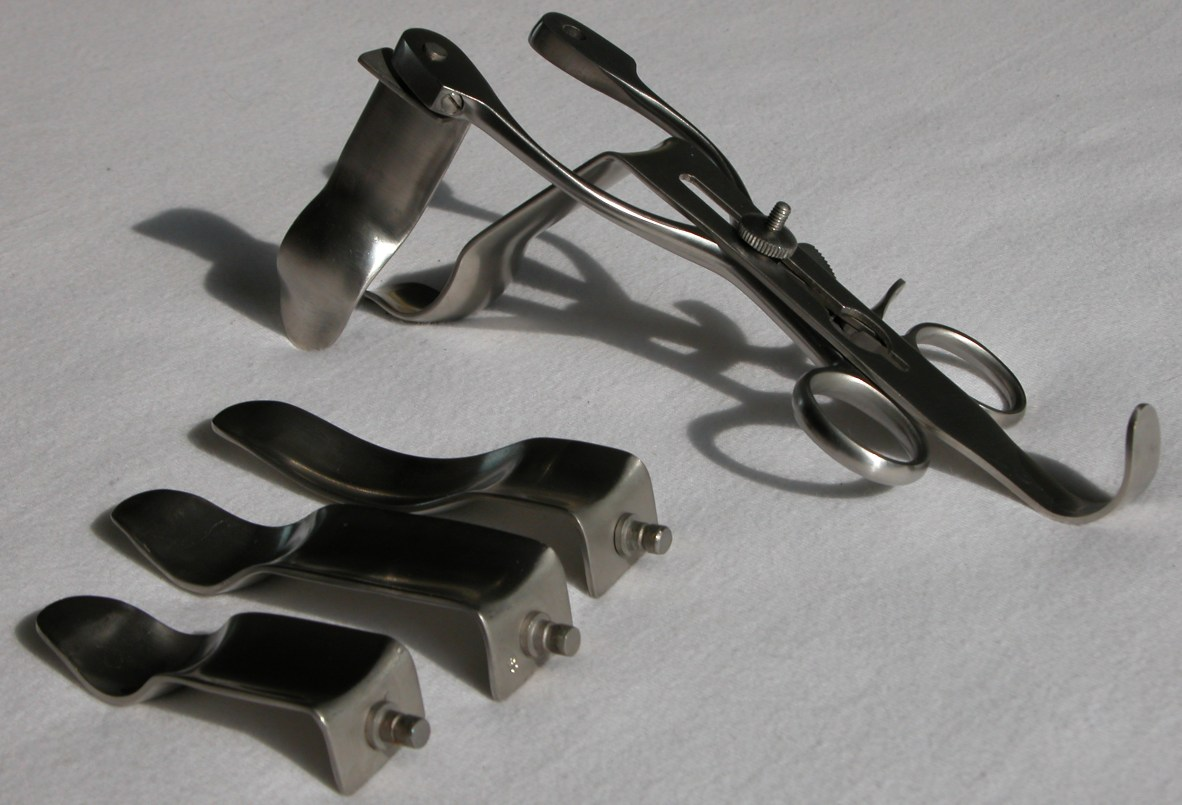
Spekulum Alan Park

| - Auvard - Breisky - Doyen - Eastman - Jackson - Kallmorgen - Kristeller | - Landau - Martin - Mathieu - Samuel - Scherbak - Sims, benannt nach J. Marion Sims (1813–1883) - Weissbarth |

##### 2-Blatt

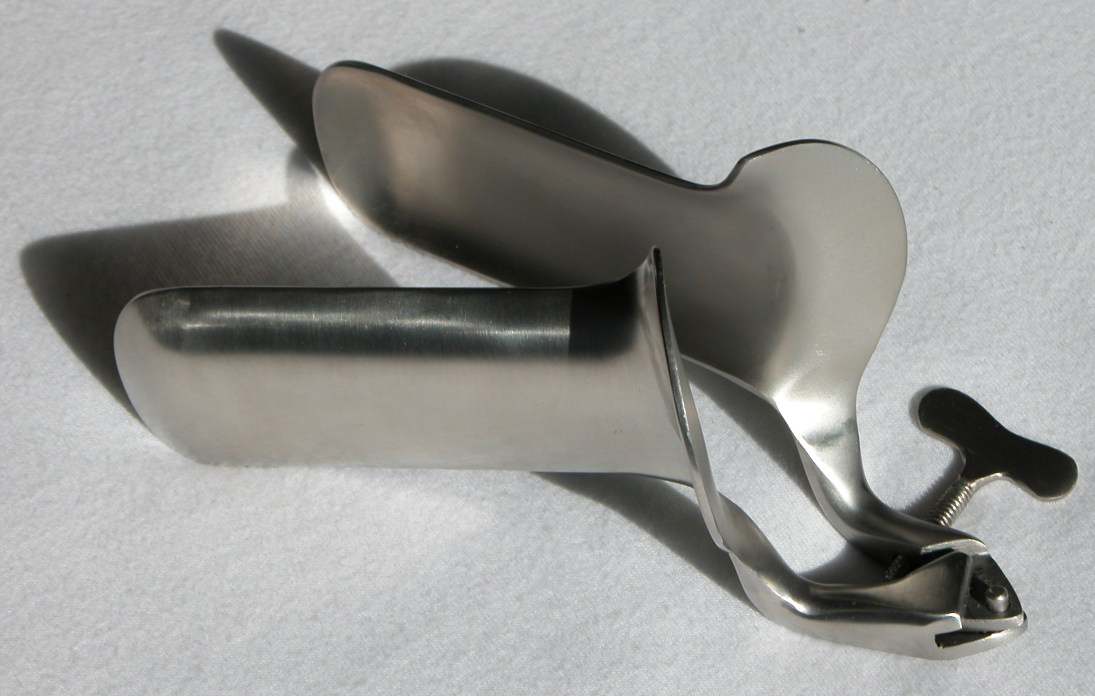
Spekulum Collin

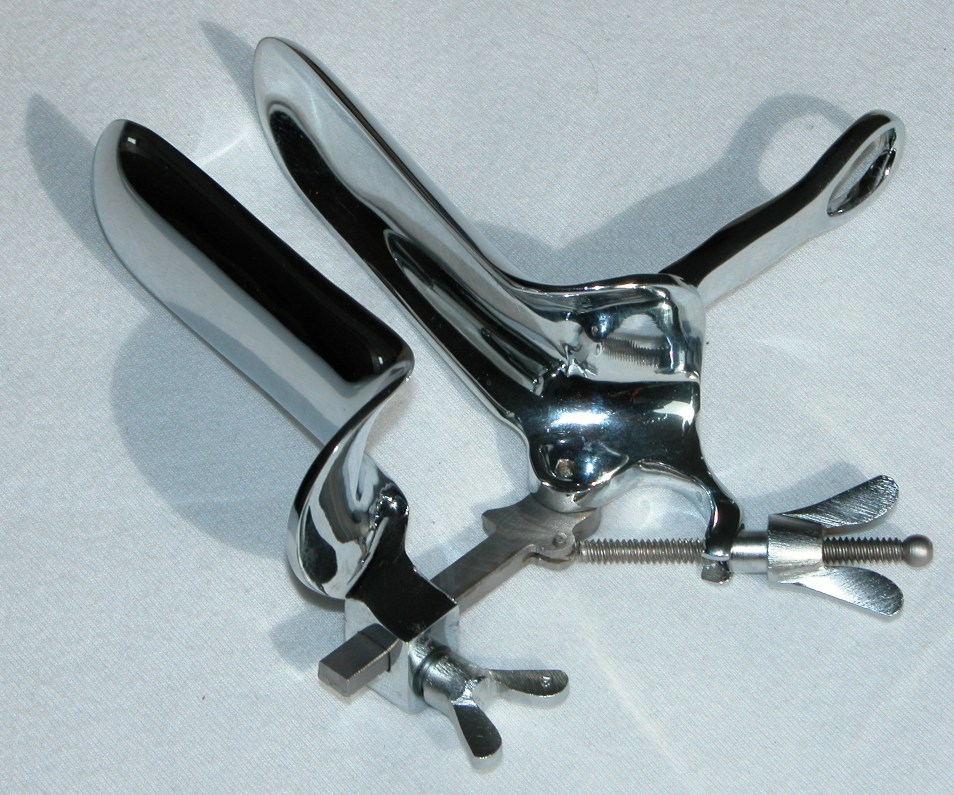
Spekulum Trelat

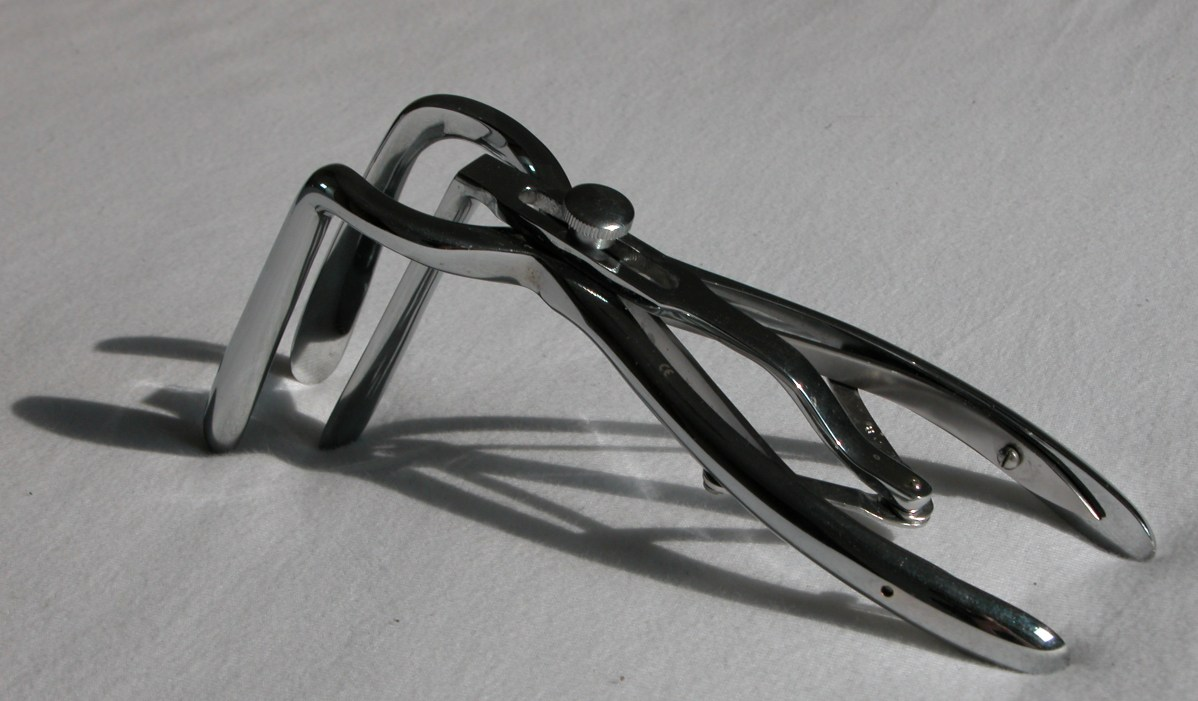
Spekulum Cook (ähnlich)

| - Collin - Cusco - DeVilbiss - Grave | - Pederson - Semm - Seyffert - Trelat - Winterton |

##### 3-Blatt

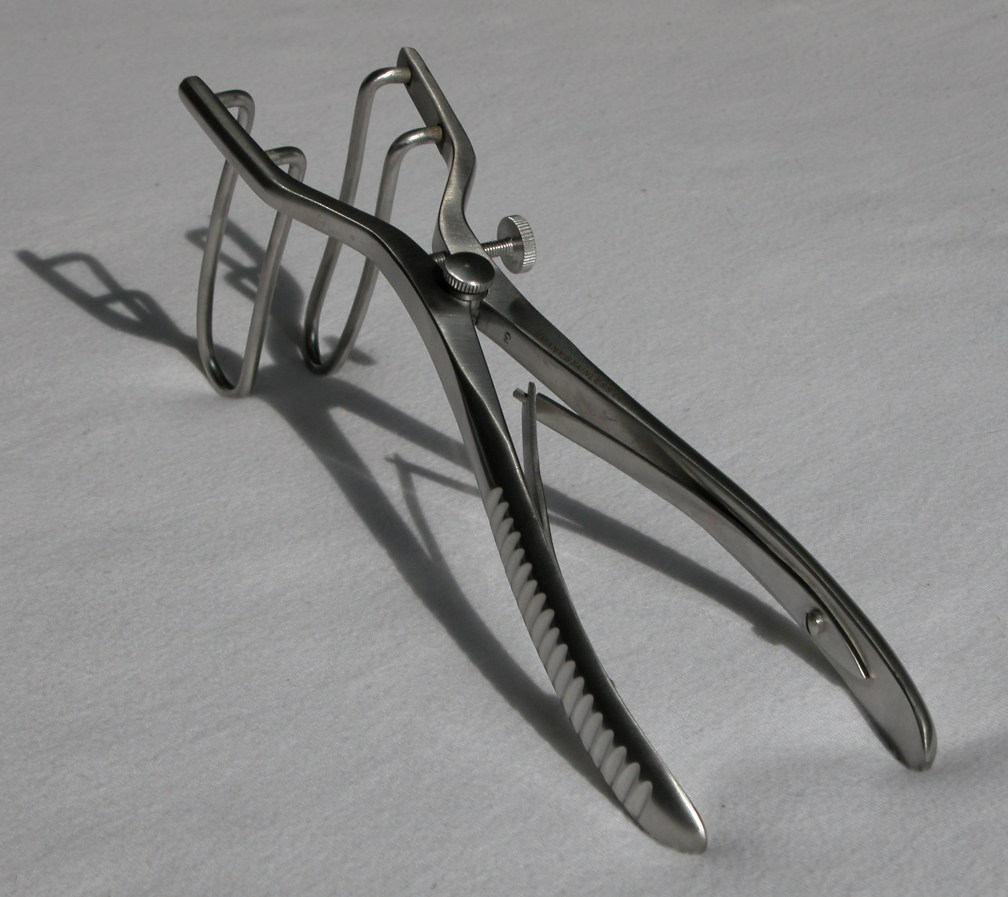
Sims-Spekulum

| - Guttmann - Nott | - O´Sullivan-O´Connor - Polansky (Veterinärmedizin) |

### Rektal-Spekula

#### Blätterzahl

##### 1-Blatt
- Czerny

##### 2-Blatt
| - Barr - Bodenhammer - Killian - Park - Pratt | - Ricord - Roschke - Sims - Smith-Buie |

##### 3-Blatt
- Alan Park
- Cook
- Mathieu

### Nasenspekula
| - Killian - Vienna | - Voltolini - Yankauer |